# Data Source Name
Pour les articles homonymes, voir DSN.
En informatique, un nom de source de données (DSN, parfois connu sous le nom de la source de base de données si les sources de données ne sont pas limitées à des bases de données) est une structure de données utilisée pour décrire une connexion à une source de donnée. Le plus souvent utilisé en référence à ODBC, DSN peut également être défini pour JDBC et d'autres mécanismes d'accès aux données.

## Attributs
Les attributs du DSN peuvent inclure, mais ils ne sont pas limités à :
- nom de la source de données
- répertoire de la source de données
- nom du pilote qui permet d'accéder à la source de données
- ID utilisateur pour l'accès aux données (si nécessaire)
- mot de passe utilisateur pour accéder aux données (si nécessaire)

L'administrateur système crée un DSN distinct pour chaque source de données.
La normalisation du DSN offre les capacités de s'intégrer dans diverses applications (par exemple : Apache / PHP et IIS /ASP) peuvent profiter de l'accès au sources de données partagées.

## Exemples

### PHP

#### PDO
Voici un exemple de DSN :
```
 
"mysql:host=localhost;dbname=wikipedia;"

```

#### PEAR
```
 
mysql
://
root
:
rootpw
@
localhost
/
MyDataBase

```

### Java
```
jdbc
:
sybase
:
//127.0.0.1:700/MyDataBase

```